# Ignatius Kilage
Sir Ignatius Kilage (ur. 12 lipca 1940 w prowincji Simbu, zm. 31 grudnia 1989 w Port Moresby) – papuaski polityk i pisarz, czwarty gubernator generalny Papui-Nowej Gwinei, uhonorowany Orderem św. Michała i św. Jerzego (GCMG).

## Życiorys
Ignatius Kilage urodził się w małej wiosce, w dolinie Góry Wilhelma, najwyższego szczytu w Papui-Nowej Gwinei, w prowincji Simbu. Edukację podstawową pobierał w prowincji Western Highlands i Vuvu, w prowincji Nowa Brytania Wschodnia. W Chanel College, w Ulapii, niedaleko Rabaul, kontynuował naukę przygotowującą do kapłaństwa. Studiował w Queensland i kolejno teologię w Holy Spirit Seminary w Madang, którą ukończył wyświęceniem na kapłana w 1968.
Po kilku latach posługi kapłańskiej w Simbu, podczas której udzielał się w różnych zarządach i komitetach, uzyskał zwolnienie ze ślubów kapłańskich od papieża Pawła VI. Podjął obowiązki w służbie cywilnej, w tym przewodnictwo Komisji Służby Publicznej (ang. Public Service Commission). Po uzyskaniu niepodległości przez Papuę-Nową Gwineę został mianowany rzecznikiem praw obywatelskich. Odrzucił powołanie na drugą kadencję.
Po zawieszeniu rządu prowincji Simbu zarządzał tam przez około 18 miesięcy i ponownie ustanowił stabilny rząd. Był też głównym doradcą premiera Paiasa Wingti. 1 marca 1989 mianowano go czwartym gubernatorem generalnym Papui-Nowej Gwinei na sześcioletnią kadencję. W wyniku choroby zmarł przedwcześnie w swoim biurze 31 grudnia 1989. 
Kompleks sportowy w Lae, wraz ze stadionem, został nazwany Sir Ignatius Kilage Stadium.

## Życie prywatne
Po zwolnieniu ze ślubów kapłańskich w 1974 ożenił się z Reginą. Mieli czworo dzieci. W chwili śmierci najstarsza córka uczyła się w North Queensland, a najmłodsza miała 2 lata. Po śmierci męża Regina prowadziła działalność charytatywną i społeczną na terenie całego kraju, poprzez Czerwony Krzyż, Fundację Dzieci Chimbu i kobiece stowarzyszenia. Pomagała zbierać fundusze na budowę stalowej kładki nad rzeką Chimbu dla mieszkańców wioski Mandime.

## Twórczość literacka
W 1980 ukazała się pierwsza książka Kilage pt. My mother calls me Yaltep, opublikowana przez Institute of Papua New Guinea Studies. Powieść, zawierająca elementy autobiograficzne, napisana została w oparciu o język kuman z prowincji Simbu. Główny bohater, Yaltem, opowiada w pierwszej osobie historię swojego życia. Koncentruje się na wydarzeniach historycznych od lat 30., kiedy to nastąpiły początki kolonizacji australijskiej, aż do uzyskania niepodległości w 1975.
W 1994, pięć lat po śmierci Ignatiusa Kilage, ukazała się jego druga książka zatytułowana The Adventures of Yomba the Trickster.